# Teoria konwergencji
Teoria konwergencji (łac. convergere, zbierać się, upodabniać się) – teoria modernizacji powstała w latach sześćdziesiątych XX wieku, zgodnie z którą w wyniku rozwoju społecznego następuje stopniowe upodobnienie się różnych społeczeństw, gospodarek i państw.
Zgodnie z teorią konwergencji, mimo znaczących różnic między społeczeństwami, w procesie historycznym dochodzi do ich stopniowego upodobnienia. Głównym mechanizmem do tego prowadzącym jest postęp techniczny. Wykorzystywana technologia narzuca określone formy organizacji społecznej, formy kulturowe czy postawy jednostek. Technologia ma też własną logikę rozwoju, która pociąga za sobą rozwój społeczeństwa. Z tego powodu wysoko rozwinięte społeczeństwa przemysłowe są do siebie podobne.
Teoria konwergencji wskazywała w szczególności, że mimo znaczących różnic między Pierwszym Światem (kraje kapitalistyczne) i Drugim Światem (kraje komunistyczne) będą się one do siebie upodabniały.
Do najbardziej znanych teoretyków konwergencji należą Walt Rostow, Samuel P. Huntington, Clark Kerr oraz Douglass North.